# Близкие друзья (Сезон 2)
Премьера второго сезона американо-канадского сериала «Близкие друзья» (англ. Queer As Folk) состоялась 6 января 2002 года на каналах «Showtime» в США и 21 января 2002 года на «Showcase» Канаде. Сезон состоит из 20 эпизодов.

## Сюжет
В новом сезоне Майкл и Тэд, оставшись без работы, решают открыть своё дело: магазин комиксов и порно-сайт соответственно. Эммет начинает работать на Тэда и вскоре становится местной порно-звездой. Так им заинтересовался пожилой миллионер Джордж, у которого начинается роман с Эмметтом.
Майкл знакомится с потрясающим парнем по имени Бен Бракнер, работающим профессором литературы в колледже. Когда Майкл готов к близости с мужчиной, тот вынужден признаться, что у него ВИЧ. Сначала это пугает Майкла, однако, поняв, что ему нужен только Бен, решает вернуть возлюбленного и принять его болезнь.
Мэлани и Линдси погружены в свадебные приготовления и постоянно сталкиваются с различного рода неприятностями из-за отсутствия поддержки родителей — как финансовой, так и моральной. Кроме того мать Линдси не даёт разрешение дочери венчаться в платье её бабушки. Через некоторое время, роясь в старых вещах, Мэлани и Линдси находятся любовную переписку бабушки Линдси с другой женщиной.
Брайан и Джастин начинают жить вместе, перед этим сформировав ряд правил, по которым Брайан сможет спать с кем захочет, но оставаться верным Джастину. Между тем, Дэбби находит в своём мусорном контейнере тело подростка-гея, а расследующий убийство детектив Карл Хорворт начинает встречаться с матерью Майкла.
Тэд начинает задумываться о том, что же стало с его жизнью, он до сих пор один, а секс его интересует уже не так сильно. Неожиданно, он начинает смотреть на окружающий мир иначе, и видит Эммета в другом свете, поняв, что влюблён в него. Между тем, Джастин понимает, что его отношения с Брайаном зашли в тупик, когда встречает обворожительного скрипача Итана Голда.

## В ролях
| Основной состав: - Гейл Харольд — Брайан Кинни - Хэл Спаркс — Майкл Новотны - Ренди Харрисон — Джастин Тейлор - Питер Пейдж — Эмметт Ханикатт - Скотт Лоуэлл — Теодор Шмидт - Теа Гилл — Линдси Питерсон - Мишель Клуни — Мелани Маркус - Шерон Глесс — Дебби Новотны - Джек Уэзеролл — Вик Грасси | Приглашённые звёзды: - Роберт Гант — Профессор Бен Брукнер - Фабрицио Филиппо — Итан Голд - Питер Макнилл — Карл Горват - Шерри Миллер — Дженнифер Тейлор - Макила Смит — Дафни Чендерс - Алек МакКлюр — Крис Хоббс - Линдси Коннелл — Трейси - Дон Эллисон — Мистер Рон Питерсон - Пикси Бигелоу — Миссис Нэнси Питерсон - Брюс Грей — Джордж Шикель - Лин Дерагон — Джоуни Кинни - Нэнси Энн Сейкович — Леда - Джон Рэлстон — Преподобный Том Баттерилд - Мэттью Дж. Тейлор — Зак О’Тул |

## Описание эпизодов
| Эпизод | Названием                                                                                     | Дата выхода в эфир (2002)            | Режиссёр         | Сценаристы                                                                       |
| --- | --------------------------------------------------------------------------------------------- | ------------------------------------ | ---------------- | -------------------------------------------------------------------------------- |
| |                                                                                               |                                      |                  |                                                                                  |
| 2x01 (23) | «Home Is Where The Ass Is» «Дом там, где задница»                                             | 6 января (США) 21 января (Канада)    | Алекс Чаппл      | Рон Коэн и Дэниэл Липман                                                         |
| Ради своей семьи Линдси просит Тэда и Эмметта составить пару ей и Мэлани на свадьбе сестры. Джастина выписывают из реабилитационного центра. Брайан втайне приходил навестить его каждый вечер, когда юноша спал. Линдси делает предложение Мэлани при всех гостях. Майкл возвращается в Питтсбург, а Тэд никак не может пережить расставание с Блэйком. Эмметт застаёт Майкла с другим мужчиной, и Майкл рассказывает, что они с Дэвидом расстались. Криса Хоббса приговаривают к двум годам условного наказания и штрафу в $500, что сильно возмущает Дебби, которая планирует устроить акцию протеста против несправедливого обвинения. Мать Джастина винит Брайана в произошедшем. После того, как Брайан признается, что Джастин ему дорог, Дженнифер просит его уйти и не возвращаться. |                                                                                               |                                      |                  |                                                                                  |
| |                                                                                               |                                      |                  |                                                                                  |
| 2x02 (24) | «All Better Now» «Сейчас уже хорошо»                                                          | 13 января (США) 28 января (Канада)   | Джон Грейсон     | Рон Коэн и Дэниэл Липман                                                         |
| Джастина мучают ночные кошмары. Линдси переживает за Брайана, так как мать Джастина попросила его больше не видеться с её сыном. Майкл пытается устроиться на прежнее место работы и встречает Трейси. Дэбби пытается поддержать Дженнифер в трудные времена — она советует позволить Джастину видеться с Брайаном и остальными. Брайан прогоняет Джастина, когда тот приходит к нему. Начальник Тэда, застав его за просмотром порно, увольняет мужчину. После того, как Джастин разносит свою комнату, Дженнифер решает вернуть Брайана в жизнь сына. Однако в момент интимной близости Джастин срывается. Тогда Брайан пытается помочь Джастину вспомнить тот вечер. На вечеринке по случаю первого Дня Рождения Гаса к Джастину возвращается память о нападении Криса. |                                                                                               |                                      |                  |                                                                                  |
| |                                                                                               |                                      |                  |                                                                                  |
| 2x03 (25) | «Hypocrisy: Don’t Do It» «Не ври мне»                                                         | 20 января (США) 4 февраля (Канада)   | Майкл ДэКарло    | Рон Коэн, Дэниэл Липман и Карен Уолтон                                           |
| Гей-сообщество хочет наградить Брайана за спасение Джастина, однако такое решение вызвало резонанс среди обитателей Либерти-авеню. В эфир выходит гей-мелодрама «Gay As Blazes», которую Брайан считает нелепостью. Эммет устраивается на работу горничной в доме гей-пары. Майкл приглашает Брайана на комикс-конвенцию, но он не приходит. Спонсоры награды отказываются вручать премию Брайану после статьи в газете «Out». Тэд знакомится в книжном с автором гей-романов, раздающим автографы. Работодатели Эмметта пытаются его соблазнить. В этой серии Дебби, разговаривая с Майклом, впервые озвучивает мысль, что Брайан может любить Джастина. |                                                                                               |                                      |                  |                                                                                  |
| |                                                                                               |                                      |                  |                                                                                  |
| 2x04 (26) | «Pride» «Гордость»                                                                            | 27 января (США) 11 февраля (Канада)  | Кевин Инч        | Рон Коэн, Дэниэл Липман и Майкл МакЛеннон                                        |
| Каждый из главных героев пытается найти способ проявить гордость относительно того, кто они есть, на приближающемся параде. Ради Дэбби Майкл решает принять участие в марше. К Мэлани приезжает её давняя подруга Леда, вызывающая ревность Линдси. Транс-дива Кадайра, которую боготворит Эмметт, умирает. Брайан вынужден работать на клиента, который является ярым гомофобом. Помогая Эммету собрать вещи Кайдайры в доме престарелых, Джастин встречается с Крисом, который отбывает наказание на общественных работах. Дженнифер также принимает участие в параде. |                                                                                               |                                      |                  |                                                                                  |
| |                                                                                               |                                      |                  |                                                                                  |
| 2x05 (27) | «…Wherever That Dream May Lead You» «Куда бы ни завели тебя мечты»                            | 3 февраля (США) 18 февраля (Канада)  | Дэвид Уэллингтон | Рон Коэн, Дэниэл Липман и Элфрум Сигер                                           |
| У Тэда началась депрессия из-за работы. Майкл решает бросить работу в магазине. Джастин понимает, что не может больше рисовать, так как рука более не слушается его из-за травмы мозга и собирается бросить университет. Майкл узнаёт, что владелец магазина комиксов уезжает из Питтсбурга. Брайан покупает Джастину электронный планшет для рисования. Майкл покупает магазин комиксов, а Тэд собирается открыть порно-студию. Линдси знакомит Джастина с парализованной художницей. |                                                                                               |                                      |                  |                                                                                  |
| |                                                                                               |                                      |                  |                                                                                  |
| 2x06 (28) | «Mixed Blessings» «Степень одобрения»                                                         | 10 февраля (США) 25 февраля (Канада) | Брюс Макдональд  | Рон Коэн, Дэниэл Липман, Мэтт Пикен и Майкл Бёрнс                                |
| В город возвращается порно-звезда Зак О’Тул, и Тэд предлагает ему поработать на его студию. В последний момент Зак отказывается, и Эмметт приходит на выручку, после чего становится звездой Либерти-Авеню. Во время похода в магазин, Брайан слышит шёпоты за своей спиной, которые ему совсем не нравятся. Тем же вечером он приводит к себе мужчину, с которым его застаёт Джастин. Это заставляет юношу задать вопрос себе и Брайану — почему они всё ещё вместе. Профессор Бен, который стал первым клиентом Майкла, просит молодого мужчину выступить перед его студентами с рассказом о феномене комиксов. Дэбби убеждает Брайана признаться в чувствах Джастину. Самое главное для Брайана — признаться в них самому себе. В итоге, пара устанавливает рамки, которые подходят обоим. Линдси не нравится, что друзья только и делают, что говорят о сексе. Бен и Майкл сближаются, но мужчина вынужден признаться, что у него ВИЧ. |                                                                                               |                                      |                  |                                                                                  |
| |                                                                                               |                                      |                  |                                                                                  |
| 2x07 (29) | «The Leper (Hath The Babe Not Eyes?)» «Прыжок в неизвестность (Открой глаза!)»                | 17 февраля (США) 4 марта (Канада)    | Майкл ДэКарло    | Рон Коэн, Дэниэл Липман и Блэр Фэйл                                              |
| Эмметт выдвигает требования Тэду, который отказывается их выполнить — тогда Эмметт бросает бизнес друга. Линдси хочет доказать своим родителям, что они с Мэлани — обычная семья, чтобы они помогли с устройством свадьбы. Дэбби переживает, что Майкл может подцепить ВИЧ и из-за этого ссорится с Виком. Майкл готов пойти на близость с Беном, а Джастин хочет заняться сексом с Брайаном без презерватива. Эмметт возвращается работать к Тэду. |                                                                                               |                                      |                  |                                                                                  |
| |                                                                                               |                                      |                  |                                                                                  |
| 2x08 (30) | «Love For Sale» «Любовь на продажу»                                                           | 3 марта (США) 11 марта (Канада)      | Алекс Чаппл      | Рон Коэн, Дэниэл Липман и Майкл МакЛеннон                                        |
| После расставания с Беном, Майкл никак не может забыть его и решает найти нового парня, ходя на свидания. Дэбби предлагает Майклу сходить к её подруге-свахе. Брайн продолжает спать с другими парнями, и его одолевают сомнения. У Эмметта появляется пожилой поклонник по имени Джордж Шикель, который дарит ему дорогие вещи. Увидев видео-объявление Майкла для знакомств, Брайан решает сам заняться «рекламой» своего друга. Брайан и Дженнифер хотят, чтобы Джастин нашёл себе друзей своего возраста, и юноша решает пойти на вечеринку в колледже и там он встречает парня, с которым занимается сексом, лишив его девственности. Джордж решает, что Эмметт — проститутка, и обиженный мужчина уходит из особняка, куда его привёз личный шофёр. Некоторое время спустя Джордж извиняется перед Эмметтом и приглашает его на свидание. После очередной неудачи Майкл обращается к свахе — в назначенное время в ресторане он встречает Бена. |                                                                                               |                                      |                  |                                                                                  |
| |                                                                                               |                                      |                  |                                                                                  |
| 2x09 (31) | «Accentuate The Positive» «Положительные стороны»                                             | 10 марта (США) 18 марта (Канада)     | Брюс Макдональд  | Рон Коэн, Дэниэл Липман и Элфрум Сигер                                           |
| Майкл скучает по Бену и хочет его вернуть. Сестра Брайана вынуждает его больше времени уделять их матери Джоан. Личная жизнь Тэда начинает набирать обороты — парни начинают проявлять внимание к мужчине, узнав, что он владелец и автор знаменитого порно-сайта. Извинившись перед Беном, Майкл рассчитывает, что между ними всё наладится, однако Бен говорит, что должен быть уверен в нём. По совету Эмметта Тэд перед свиданием принимает таблетку виагры, однако его партнёр не приходит, и теперь у Тэда постоянная эрекция. В священнике по имени Том Баттерфилд, который служит в церкви, куда ходит мать Брайана, молодой мужчина узнаёт одного из своих любовников. Некоторое время спустя Джоан узнаёт, что Брайан — гей, застав его с Джастином. |                                                                                               |                                      |                  |                                                                                  |
| |                                                                                               |                                      |                  |                                                                                  |
| 2x10 (32) | «Priorities, Please! (Beat The Time)» «Время расставить приоритеты»                           | 17 марта (США) 25 марта (Канада)     | Майкл ДэКарло    | Рон Коэн, Дэниэл Липман, Мэтт Пикен и Майкл Бёрнс                                |
| Майкл подавлен — серию комиксов «Капитан Астро» закрыли. Эмметт приглашает Джорджа в клуб и знакомит со своими друзьями. Линдси и Мэлани ссорятся из-за того, сколько денег они готовы вложить в свадьбу, а позже мать Линдси отказывается выдать дочери свадебное платье бабушки, которое женщина подарила внучке. Дэбби находит у себя в помойке тело убитого гея. Позже она расстраивается из-за того, как к ситуации относится Майкл и его друзья. Эмметт и Джордж встречают бывшую жену Джорджа во время похода в оперу. Линдси узнаёт, что её бабушка была лесбиянкой. |                                                                                               |                                      |                  |                                                                                  |
| |                                                                                               |                                      |                  |                                                                                  |
| 2x11 (33) | «The Wedding» «Свадьба»                                                                       | 31 марта (США) 1 апреля (Канада)     | Кевин Инч        | Рон Коэн, Дэниэл Липман и Карен Уолтон                                           |
| Гадалка предсказывает, что свадьба Мэлани и Линдси закончится неудачей, если они поженятся и именно в тот день, который запланировали. Ребята думают, что подарить подругам на свадьбу. Брайан выигрывает путешествие в Майами на два лица — в те же выходные, что и свадьба Мэлани и Линдси. Эмметт хочет сделать пластическую операцию на своей заднице. Дядю Вика лишают пенсии по инвалидности и он начинает работать поваром в кафе Дэбби. Когда всё рушится на глазах в последний момент, друзья устраивают потрясающий свадебный приём для Мэлани и Линдси. |                                                                                               |                                      |                  |                                                                                  |
| |                                                                                               |                                      |                  |                                                                                  |
| 2x12 (34) | «One Degree Of Brian Kinney» «Первая степень Брайана Кинни»                                   | 7 апреля (США) 8 апреля (Канада)     | Том Бэст         | Рон Коэн, Дэниэл Липман и Майкл МакЛеннон                                        |
| Джастин догадывается, что Брайан спал с Беном. Тэд пытается попасть в высшее гей-общество Питтсбурга. Дэбби приходит в ужас, увидев могилу парня, чьё тело она нашла в мусорном баке. Тогда Дэбби организовывает поиски любой информации, благодаря которой она сможет узнать имя юноши. Майкл сильно переживает и пытается выяснить у Бена, кто был лучше в постели: он или Брайан? Дэбби наконец узнаёт имя юноши, а Брайан пытается соблазнить Майкла. Эмметт и Тэд рассказывают Бену о природе отношений Майкла и Брайана. |                                                                                               |                                      |                  |                                                                                  |
| |                                                                                               |                                      |                  |                                                                                  |
| 2x13 (35) | «It’s Because I’m Gay, Right?» «Это из-за того, что я гей?»                                   | 14 апреля (США) 15 апреля (Канада)   | Джон Грейсон     | Рон Коэн, Дэниэл Липман и Элфрум Сигер                                           |
| Отец Джастина отказывается платить за его обучение в колледже. Тэд устраивает благотворительный банкет для сбора средств в пользу организации, занимающейся уходом за больными СПИДом. Мужчина решает пригласить выступить трави-диву Дэвину Дэвор, но тот отказывается. Линдси и Мэлани устраивают Гаса в частный детский сад, но получили отказ. Когда выясняется, что Дэвина встречалась с Дэбби в молодости, он дал согласие на участие в благотворительном банкете. Линдси просит Брайана сыграть её мужа на собеседовании в другую школу раннего развития. Джастин устраивается танцором в «Вавилон». Майкл понимает, что Дэбби врала ему насчёт отца, и его настоящий папа — Дэнни Дэвор, с годами ставший гей-дивой. Когда Майкл спрашивает об этом Дэнни, ему приходиться соврать, чтобы сохранить отношения матери и сына. |                                                                                               |                                      |                  |                                                                                  |
| |                                                                                               |                                      |                  |                                                                                  |
| 2x14 (36) | «The Dangers Of Sex and Drugs» «Секс и наркотики»                                             | 28 апреля (США) 29 апреля (Канада)   | Джон Фоусетт     | Рон Коэн и Дэниэл Липман, Мэтт Пикен и Майкл Бёрнс                               |
| Дэбби приглашает на свидание полицейский, ведущий дело об убитом гее-подростке. Это не нравится Майклу, который считает избранника матери гомофобом. Майкл грубит офицеру, остановившему машину Брайана — в результате друзья проводят ночь в полицейском участке. Джордж приглашает Эммета в кругосветное путешествие, мужчины занимаются сексом в туалете самолета, и происходит трагедия - у Джорджа случается инфаркт, вследствие чего он умирает. Джастин продолжает работать танцором в «Вавилоне», что не нравится Брайану, который вновь предлагает юноше оплатить его обучение. Пытаясь доказать всем, что он может сам справиться с жизненной ситуацией, юноша посещает вечеринку своего босса, на которой его накачивают наркотиками. Когда его работодатель пытается против воли принудить Джастина к групповому сексу, последнему удается сбежать. Позже, в разговоре с Брайаном, Джастин говорит, что увольняется и готов принять денежную помощь. В конце серии Брайан впервые позволяет Джастину быть активом. |                                                                                               |                                      |                  |                                                                                  |
| |                                                                                               |                                      |                  |                                                                                  |
| 2x15 (37) | «Rage Against This Machine» «Против течения»                                                  | 5 мая (США) 6 мая (Канада)           | Джереми Подэсва  | Рон Коэн, Дэниэл Липман и Карен Уолтон                                           |
| Сайт Тэда номинируют на порно-премию. Майкл и Джастин начинают работать над гей-комиксом под названием «Rage», главный герой которого сверхчеловек, созданный по образу Брайана. Эмметт тоскует по Джорджу, а его бывшая жена запрещает молодому человеку выступить на похоронах с речью. Брайану не нравится, что Джастин и Майкл много времени проводят вместе, работая над комиксом. Линдси хочет переделать чердак в студию, но Мэлани переживает, что для этого нужно слишком много денег. Бен рассказывает Брайану о том, как Майкл относится к комиксам. Ремонтируя трубы, Линдси устраивает протечку, поэтому они договариваются с бывшей подружкой Мелани, Лидой, о бартере - они предоставляют ей ночлег, а она, в свою очередь, поможет им с ремонтом. Вернувшись домой, Брайан видит заснувших на его кровати Джастина и Майкла, и из ревности портит их рисунки. Тэд уговаривает Эмметта пойти на церемонию вручения наград, и свою победу Эмметт посвящает Джорджу, произнося речь, которую ему не удалось сказать на похоронах. После разговора с Дэбби, Брайан решает помочь Джастину и Майклу в раскрутке комикса, таким образом извинившись за свое поведение.                                                                                             |                                                                                               |                                      |                  |                                                                                  |
| |                                                                                               |                                      |                  |                                                                                  |
| 2x16 (38) | «You Say It’s Your Birthday! I Couldn’t Care Less!» «Это твой День Рождения, а мне всё равно» | 12 мая (США) 13 мая (Канада)         | Брюс Макдональд  | Рон Коэн, Дэниэл Липман и Майкл МакЛеннон                                        |
| Друзья готовятся к празднованию 19-летия Джастина. Тэд знакомится с обаятельным мужчиной по имени Люк и стыдится рассказать о том, что он руководит порно-бизнесом. Мэлани и Линдси предлагают Джастину пойти на концерт классической музыки, где выступает привлекательный студент-скрипач Итан, который заинтересовывает и заинтересовывается Джастином. Дэбби всё ещё не может смириться с тем, что Майкл и Бен встречаются, но Вик уговаривает её смириться с этим, если она не хочет потерять сына. На сюрприз-вечеринке по случаю Дня рождения Бена последний приходит домой разозленный, между Майклом и ним происходит ссора. Люк уходит от Тэда через некоторое время после того, как Тэд рассказал ему, чем занимается. Джастин и Итан начинают сближаться. Несмотря на то, что Брайан, не признаваясь, вроде бы не отрицает собственных чувств к юноше, он по-прежнему отказывается выражать хоть какое-то проявление любви, что сподвигает Джастина на размышление о противоречивости их отношений. Позже Бен рассказывает Майклу причину неожиданного гнева - оказывается, перед тем, как прийти домой, Бен был у доктора и узнал свои анализы, которые показали, что его ВИЧ-болезнь прогрессировала.                                                          |                                                                                               |                                      |                  |                                                                                  |
| |                                                                                               |                                      |                  |                                                                                  |
| 2x17 (39) | «You Can Led A Girl To Pussy» «Путь к гармонии»                                               | 26 мая (США) 27 мая (Канада)         | Дэвид Уэллингтон | Рон Коэн, Дэниэл Липман и Элфрум Сигер                                           |
| Брайан ожидает повышения до статуса партнёра в рекламной компании, однако его ожиданиям не суждено сбыться — всё оказывается ещё хуже, когда новое начальство собирается уволить его. В сексуальных отношениях Мелани и Линдси наступает кризис. Джастин мечтает поехать с Брайаном на весенние каникулы в Вермонт, однако мужчина в последний момент отказывается ради возможности остаться на работе и уезжает в Чикаго, чтобы наладить отношения с важным потенциальным клиентом. После неразберихи с личным денежным счётом, Эмметт узнаёт, что Джордж завещал ему 10 миллионов долларов — тогда Эмметт решает сделать подарки всем своим друзьям. После ссоры с Брайаном Джастин разговаривает с Майклом и осознает, что Брайан не может дать ему тех отношений, которых он хочет. Между тем, Брайан создаёт рекламную кампанию, которая приводит в восторг потенциального клиента, что полностью спасает Кинни от увольнения. Эмметт получает уведомление, в котором говорится, что семья Джорджа оспаривает его решение относительно завещания. Мелани и Линдси занимаются сексом втроём вместе с Лидой. Вернувшись из удачной поездки по работе, Брайан узнает от своих друзей, что Джастин уехал в Вермонт один.                                                    |                                                                                               |                                      |                  |                                                                                  |
| |                                                                                               |                                      |                  |                                                                                  |
| 2x18 (40) | «Sick, Sick, Sick» «Боль»                                                                     | 2 июня (США) 3 июня (Канада)         | Алекс Чаппл      | Рон Коэн, Дэниэл Липман, Мэтт Пикен и Майкл Бёрнс                                |
| Эмметт нанимает Мелани, чтобы она представляла его интересы в суде против семьи Джорджа. Джастин пытается спасти отношения с Брайаном, устраивая романтические вечера, но мужчина игнорирует эти попытки. Бен теряет сознание на лекции, и в больнице ему ставят диагноз панкреатит, вызванный двойной дозой лекарства от ВИЧ. Майкл пытается справиться со страхом смерти своего любимого, скрыв это от матери, не желая слушать об опасности отношений с Беном. Джастин начинает проводить больше времени с Итаном и понимает, что у них одинаковые взгляды на то, какими должны быть отношения. Семья Джорджа предлагает Эмметту подписать контракт, где он отказывается от отношений с Джорджем и получает за это миллион долларов, однако Эмметт, подумав, все же отказывается от денег. Дэбби все же узнает об ухудшении здоровья Бена и навещает его в больнице. В конце серии Джастин приходит к Итану и проводит с ним ночь. |                                                                                               |                                      |                  |                                                                                  |
| |                                                                                               |                                      |                  |                                                                                  |
| 2x19 (41) | «Bowling For Equality» «Равные шансы»                                                         | 9 июня (США) 10 июня (Канада)        | Майкл ДэКарло    | Рон Коэн, Дэниэл Липман, Элфрум Сигер, Майкл МакЛеннон, Мэтт Пикен и Майкл Бёрнс |
| Дэбби не нравится, что друзья-коллеги Карла — гомофобы. Тогда женщина назначает турнир по боулингу между ними и друзьями Майкла. Леда, которая на время ремонта переехала в дом Мэлани и Линдси, вновь пытается сблизиться с парой, однако они не горят желанием. Тэду кажется, что он теряет интерес к сексу. Майкл видит Джастина и Итана вместе. Тэд обращается за советом к Брайану, который высказывает предположение, что Тэд должен воплотить в жизнь свою главную сексуальную фантазию. Однако реальность оказывается не такой потрясающей, как ожидалось. Мэлани и Линдси говорят Леде всё начистоту. Майкл рассказывает о Джастине Брайану, который прекрасно понимает, что тот ему изменяет, однако он считает, что это просто секс. Карлу не нравится, что Дэбби пытается отстраниться от него, хотя они явно нравятся друг другу. |                                                                                               |                                      |                  |                                                                                  |
| |                                                                                               |                                      |                  |                                                                                  |
| 2x20 (42) | «Out With A Whimper» «Метания»                                                                | 16 июня (США) 17 июня (Канада)       | Дэвид Уэллингтон | Рон Коэн и Дэниэл Липман                                                         |
| Выпущен первый выпуск комикса «Rage». Тэд понимает, что влюблён в Эмметта. Брайан встречает на улице Итана и приводит его в кафе Дэб, где их видит Джастин. Тэд приглашает Эмметта на ужин, где Тэд признаётся другу в своих чувствах. Поразмыслив, Эмметт отвергает Тэда. Джастин решает прекратить сотрудничество с Майклом после того, как узнаёт, что он рассказал Брайану о них с Итаном. Бен собирается отправиться в путешествие по Тибету на шесть месяцев, и Майкл переживает, что Бен будет вдалеке от цивилизации, а следовательно - и необходимой ему помощи. Бен в разговоре с Дэб признается, что этим отъездом он также хочет облегчить жизнь Майклу, но женщина уверяет его в неправильности поступка: "любовь никогда не бывает гладкой дорогой". На вечеринке в "Вавилоне" в честь первого выпуска комикса, организованной Брайаном, Эмметт осознает свои чувства к Тэду и озвучивает их ему. Бен говорит Майклу об отмене поездки в Тибет. Джастин видит, как Брайан занимается сексом с другим в "Бане", и, собираясь уходить, видит в толпе пришедшего Итана. Они начинают целоваться на глазах у друзей, в том числе и Брайана; после этого Джастин уходит вместе с Итаном. Брайан провожает их долгим взглядом, после чего вновь начинает веселиться. |                                                                                               |                                      |                  |                                                                                  |
| |                                                                                               |                                      |                  |                                                                                  |

## Выход на видео
В США первый сезон сериала был издан на VHS и DVD 25 февраля 2003 год. VHS-коллекция состояла из 5 видеокассет. DVD-набор под названием «The Complete Second Season. Collector’s Edition» состоял из 5 дисков, на которых кроме 20 эпизодов расположились дополнительные материалы:
- Далее в сериале (англ. Next On Queer As Folk)
- Музыкальные видео (англ. Video Jukebox)
- Описание эпизодов (англ. Episode Summaries)
- Друзья в дороге: за кулисами (англ. Folks On The Road: A Backstage Pass)
- День из жизни друзей (англ. A Day In The Life Of Queer As Folk)
- Что такое Вавилон? (англ. What Is It About Babylon?)
- Неудачные дубли (англ. Wrap Party Reel)
- Неотёсанная дама в жемчугах (англ. The Unexpurgated Lady In Pearls)
- Гей-мститель: Комикс (англ. Rage Gay Crusader: The Comic Book)
- Создание комикса (англ. The Making Of Rage Gay Crusader)
- Друзья на гей-параде (англ. 2002 Queer As Folk Summer Pride Tour)
- Друзья (англ. The Folks)
- ТВ-ролики (англ. TV Spots)
- Анимированная фото-галерея (англ. Animated Photo Gallery)
- Превью 3-го сезона (англ. Season 3 Sneak Peek)
- «Голубая утка», превью (англ. Queer Duck Preview)

В России сериал ни на DVD, ни на VHS не издавался.